# Fadiga auditiva
A fadiga auditiva é definida como uma perda temporária de audição após a exposição a sons. Isso resulta em um deslocamento temporário do limiar auditivo, conhecido como deslocamento temporário do limiar (DTL). O dano pode se tornar permanente (deslocamento permanente do limiar, DPL) se não for permitido tempo suficiente de recuperação antes de nova exposição ao som. Quando a perda auditiva é decorrente de uma ocorrência traumática, ela pode ser classificada como perda auditiva induzida por ruído (PAIR).
Existem dois tipos principais de fadiga auditiva: fadiga de curto prazo e fadiga de longo prazo. Esses tipos se distinguem por diversas características, listadas individualmente abaixo.

### Fadiga de curto prazo
A recuperação completa do DTL pode ser alcançada em aproximadamente dois minutos. O DTL é relativamente independente da duração da exposição ao som. O DTL é máximo na frequência de exposição do som.

### Fadiga de longo prazo
A recuperação requer um mínimo de vários minutos, podendo levar até vários dias. A recuperação depende da duração da exposição e do nível de ruído.

## Mecanismos afetados

#### Teoria da onda viajante
Os deslocamentos temporários de limiar relacionados à fadiga auditiva estão associados à amplitude de uma onda viajante impulsionada por estímulo. Acredita-se que isso seja verdadeiro porque a vibração propagada pelo processo ativo geralmente não está no centro da amplitude máxima dessa onda. Em vez disso, está localizada muito mais abaixo, e as diferenças associadas entre elas explicam o deslocamento do limiar. O DTL experimentado é o esgotamento do sistema ativo localizado no local da onda viajante impulsionada pelo amplificador coclear descrito abaixo. A fadiga auditiva pode ser explicada pela atividade relativa do processo ativo em estimulação de baixo nível (<30 dB).

##### Sistema passivo clássico
Existem dois sistemas diferentes associados à mecânica da cóclea: o sistema passivo clássico e um processo ativo. O sistema passivo atua diretamente na estimulação das células ciliadas internas e funciona em níveis acima de 40 dB. Em níveis de estimulação que impedem a excitação do sistema passivo, a exposição prolongada ao ruído resulta em uma diminuição da intensidade percebida ao longo do tempo, mesmo quando a intensidade real do ruído não mudou. Isso é causado pelo esgotamento do processo ativo.

##### Processo ativo
O processo ativo também é conhecido como amplificador coclear. Essa amplificação aumenta as vibrações da membrana basilar através da energia obtida do Órgão de Corti. À medida que a estimulação aumenta, presume-se que o deslocamento da membrana basilar, causado pela onda viajante, se torna progressivamente mais basal em relação à cóclea. Um estímulo de baixo nível sustentado pode causar um esgotamento energético do sistema ativo, impedindo o sistema passivo de ser ativado.

#### Vibrações excessivas
Atualmente, acredita-se que a fadiga auditiva e a PAIR estejam relacionadas a vibrações excessivas do ouvido interno, que podem causar danos estruturais. A atividade metabólica é necessária para manter os gradientes eletroquímicos utilizados na transdução mecano-elétrica e eletro-mecânica durante a exposição ao ruído e o reconhecimento de sons. A atividade metabólica está associada aos deslocamentos ativos, que são componentes da vibração induzida por som envolvendo a prestina, uma proteína motora que causa a mobilidade das células ciliadas externas (CCE). Vibrações excessivas exigem maior energia metabólica.
Além disso, essas vibrações extras podem causar a formação de radicais livres conhecidos como espécies reativas de oxigênio ou ROS. Níveis elevados de ROS continuam a aumentar as demandas metabólicas do sistema. Essas demandas crescentes fatigam o sistema e eventualmente levam a danos estruturais ao Órgão de Corti.

#### Recuperação
Em todos os casos de fadiga auditiva, um tempo de recuperação suficiente deve permitir a correção completa da perda auditiva e o retorno dos níveis de limiar aos seus valores basais. Atualmente, não há como estimar o tempo necessário para se recuperar da fadiga auditiva, pois geralmente não é detectável até que a lesão já tenha ocorrido. Estudos que mediram o tempo de recuperação observaram que o tempo necessário está relacionado à magnitude da perda auditiva inicial. A recuperação mais significativa foi observada nos primeiros 15 minutos após a cessação da exposição ao ruído. Quando não é dado tempo de recuperação suficiente, os efeitos tornam-se permanentes, resultando em perda auditiva adquirida induzida por ruído. Pode ser necessário até 120 minutos de recuperação para ruídos de apenas 95 dB. Para comparação, itens comuns que podem produzir ruídos nesse nível são motocicletas e metrôs.